# Asura straminea
Asura straminea är en fjärilsart som beskrevs av Walker 1856. Asura straminea ingår i släktet Asura och familjen björnspinnare. Inga underarter finns listade i Catalogue of Life.